# Hoodie
Hoodie és una sèrie de televisió belga, produïda per Hotel Hungaria i emesa des del 2 de març de 2020 fins al 2 de juny de 2022 a la cadena de televisió Ketnet. S'ha doblat al català pel canal SX3, que va començar a emetre-la el 10 d'octubre de 2022.

## Sinopsi
Hoodie és una història de superherois centrada en un nen perfectament normal anomenat Pieter amb un talent excepcional per al parkour i un gran cor que lluita contra totes les injustícies. En Pieter entrena parkour amb el millor esportista del país, però en secret de la seva mare que mai ho aprovaria. Presenciant un robatori i derrotant el criminal, neix Hoodie, i tres joves veïns s'uniran a ell per formar un equip d'intrèpids superherois que lluiten per defensar la justícia al seu barri i a la ciutat.